# Bisdom Kalisz

Bisdommen in Polen
25. Aartsbisdom Poznań
26. Bisdom Kalisz

Het bisdom Kalisz (Latijn: Dioecesis Calissiensis, Pools: Diecezja Kaliska) is een in Polen gelegen rooms-katholiek bisdom met zetel in de stad Kalisz. Het bisdom behoort tot de kerkprovincie Poznań, en is suffragaan aan het aartsbisdom Poznań.

## Geschiedenis
- 25 maart 1992: Opgericht als bisdom Kalisz uit delen van het aartsbisdom Częstochowa, aartsbisdom Wrocław, aartsbisdom Gniezno en Bisdom Włocławek.

## Bisschoppen van Kalisz
- 1992-2012 Stanisław Napierała
- 2012-heden Edward Janiak

### Hulpbisschoppen in Kalisz
- 1995-2011 Teofil Józef Wilskii

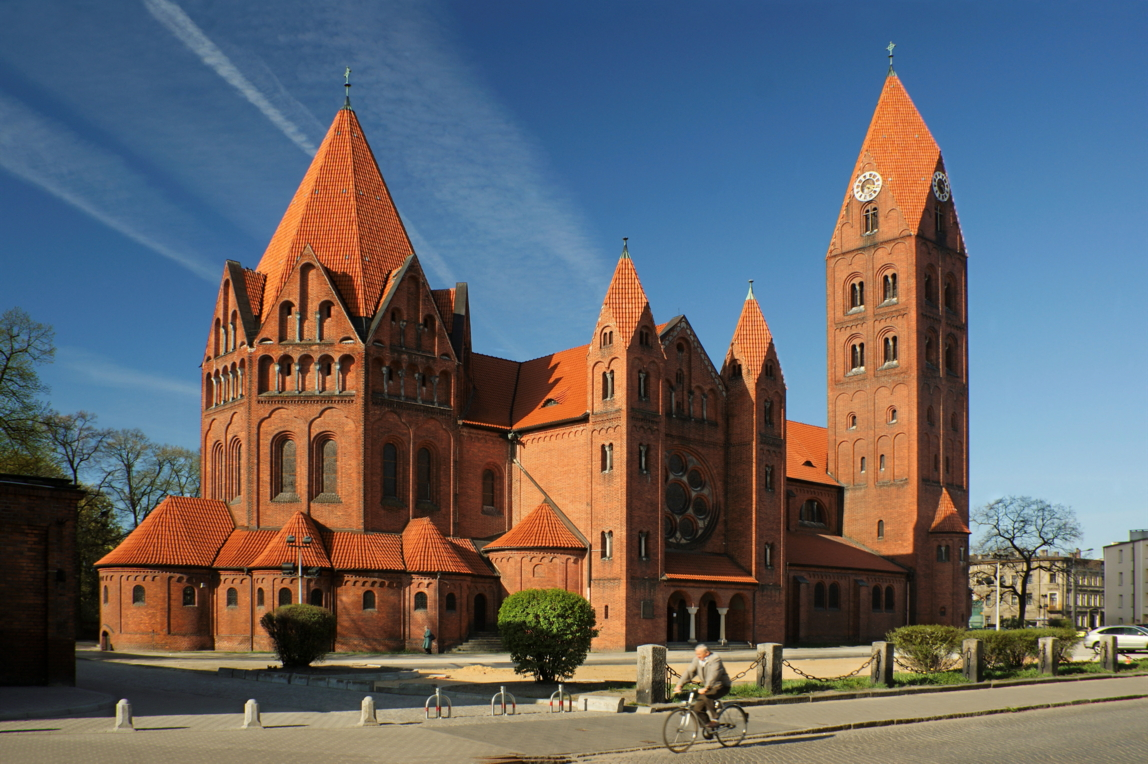
Cokathedraal van Ostrów Wielkopolski
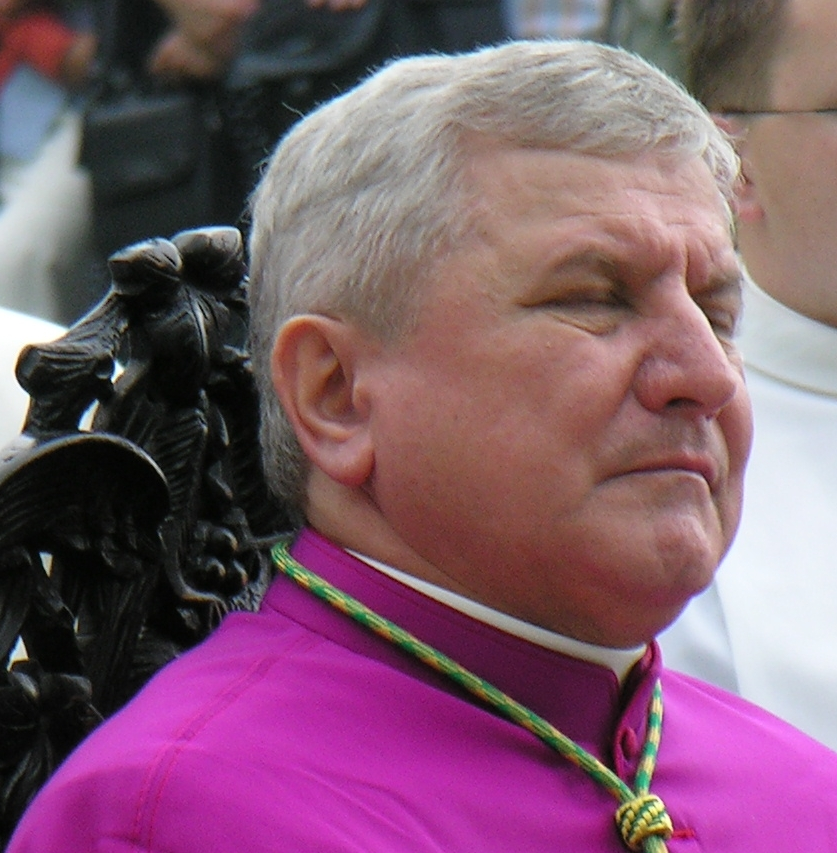
Bisschop Edward Janiak